# كلمة شرف
كلمة شرف هو فيلم مصري درامي تم إنتاجه عام 1973، من بطولة: فريد شوقي وأحمد مظهر وهند رستم ونور الشريف، ومن تأليف فاروق صبري وإخراج حسام الدين مصطفى.

## فريق العمل
- إخراج: حسام الدين مصطفى
- تأليف: فاروق صبري
- سيناريو وحوار: فاروق صبري وفريد شوقي
- مونتاج: فكري رستم
- توزيع: فريد شوقي
- مدير التصوير: علي خير الله
- إنتاج: الجندول للأعمال الفنية (سمير محيي الدين طنطاوي) وأفلام عبير الشرق (فريد شوقي - الشرق الليبية)
- توزيع: أفلام فريد شوقي

### طاقم التمثيل
- فريد شوقي في دور سالم أبو النجا
- نور الشريف في دور كامل
- أحمد مظهر في دور العميد شريف صادق
- هند رستم في دور ناهد
- نيللي في دور منى
- عزيزة راشد في دور عزه
- رشدي أباظة ظهر كضيف شرف في نهاية الفيلم كرئيس مصلحة السجون[3]
- علي عز الدين (طبيب المنزل)
- سامي العدل (أحد أصدقاء كامل)
- أحمد لوكسر (وكيل النيابة)
- كنعان وصفي في دور كنعان الدكش

## قصة الفيلم
تدور احداث الفيلم حول سالم أبو النجا (فريد شوقى) المحامي الناجح، الذي يحمل الكثير من المبادئ والأخلاق التي تدعم حياته المهنية والشخصية، ويُدّرس القانون لطلبة كلية الشرطة، وهو يعيش مع زوجته ناهد (هند رستم) وربيبه كامل (نور الشريف)، شقيق زوجته ناهد كما كان يرعى منى (نيللي) ابنة صديق طفولته المتوفى.. كان كامل الطالب بكلية الحقوق شابًا لاهيًا عابثًا يصاحب شلة من الشباب الفاسد يعربدون في الكباريهات مع الراقصات، ويدخلون في شجارات تؤدي دائماً لأقسام البوليس، حيث يتولى سالم حل تلك المشاكل دون أن تصل لمسامع زوجته ناهد خوفًا على صحتها الضعيفة، وقد إستغل كامل زمالته لمنى بالكلية واقام معها علاقة عاطفية، واستغل حبها له، ونال منها حتى حملت منه، فتخلى عنها ولما لجأت لسالم أبو النجا، حاول أن يدفع كامل للزواج بمنى، فرفض كامل وترك له البيت، فأراد سالم ان يحل المشكلة بمعرفته فذهب بمنى إلى طبيب النساء (كمال الزيني) وإدعى أن منى زوجته ويريد أن يتخلص من حملها وقد وقع إقرارًا بذلك، ولكن شاءت الظروف أن تموت منى أثناء عملية الإجهاض، وقُبض على سالم والطبيب، وخاف سالم أن يذكر الحقيقة، خوفا على حياة زوجته ناهد، فكان نصيبه ٣ سنوات سجنًا، حاول فيهم أن يتصل بزوجته ليشرح لها الحقيقة وأنه لم يخونها، ولكنها لم تزوره بالسجن بسبب مرضها الذي منعها من مغادرة الفراش، وتولت ابنة عمها عزه (عزيزة راشد) رعايتها، فحاول سالم الهرب عدة مرات ليقابل زوجته، ولكنه كان يفشل، وفي كل مرة كانت تزداد عليه الأحكام حتى وصلت ٣٠ سنة، وقررت إدارة السجون جمع المساجين المشاغبين بسجن طرة تحت إشراف العميد شريف (أحمد مظهر) الذي تعهد بتقويم سلوك سالم بأن درس حالته جيدًا، وعرف أسباب هروبه وتولى شخصيًا دفع كامل للإعتراف لأخته بالحقيقة وتعرف عليه بصفته جار للشقة التي يعربدون فيها، واعترف كامل أمام العميد بتورطه بحادثة منى، ولما علم كامل بأن الجار ماهو إلا ضابط شرطة ظن انهم يستعدون للقبض عليه، ففر هاربًا، وسرق مصوغات أخته ناهد المريضة، لتساعده على الهرب للخارج، وقد شاهدته أخته وهو يسرق، فإستنتجت أنه هو المتورط في حادث منى، ولكن كامل أصيب في حادث سيارة اثناء اندفاعه هاربًا فمات.. واشتد المرض على ناهد وقرر الطبيب (علي عز الدين) أن أمامها ساعات، فاتفق العميد شريف مع سالم على إخراجه من السجن لمدة ١٢ ساعة على مسئوليته الشخصية، ليقابل ناهد التي أشرفت على الموت، مع وعد بالعودة للسجن في الميعاد بكلمة شرف. وقابل سالم زوجته ناهد والتي اكتشف أنها تعرف الحقيقة، ثم ماتت بين يديه.. جاء مدير عام السجون (رشدي اباظة) للتفتيش على السجن، وطلب مقابلة السجين الخطير سالم أبو النجا بزنزانته وأسقط في يد العميد شريف، وفتح زنزانة سالم ليفاجأ بوجوده داخلها، بعد أن عاد بنفسه ودخل الزنزانة منذ دقائق، وقد تعهد بعدم محاولة الهرب مرة أخرى بكلمة شرف.
واقعية متمثلة في شخصيات الفيلم وبناء حبكة تشبه إلى حد كبير الأفلام الكلاسيكية التي اشتهرت بها السينما المصرية وذلك من حيث ثقة المأمور في أحد السجناء وإيمانا ببراءته ومساعدته ومحاولة توصيل ذلك للمشاهد ليتعاطف مع المتهم البريء، الفيلم قام على عنصرين هامين هما عنصر التشويق والإثارة لأحداث أغلبها كانت تدور داخل السجن أو على الأصح احداث تدور داخل أربع حيطان على الأكثر فلم يطولها الملل والسأمة حتى انها كانت سريعة وهو ما أظهر براعة المخرج حسام الدين مصطفى الذي لم يتوقف إبداعه عند أفلام الحركة ولم يتخصص في لون واحد كما يفعل بعض المخرجين فانتقل بين المشاهد ومجرياتها بسهولة ويسر دون أن يفصل المشاهد كذلك براعة الممثل فريد شوقي تجلت في إتقانه لدور السجين المظلوم الذي اتحيت له فرصة الهرب من الظلم الذي وقع عليه ولكن لإيقانه ببراءته رفض ذلك ملتزما بكلمة الشرف التي قطعها على نفسه مع من وثق به، كذلك عنصر التشويق والحركة استخدم كإطار غُلف بعلاقة عاطفية حميمة بين الزوج والزوجة كانت جوهر البناء الدرامي للفيلم محاولا الزوج سالم إثبات براءته أمام زوجته قبل وفاتها...

## وصلات خارجية
- كلمة شرف  على موقع قاعدة بيانات الأفلام العربية
- كلمة شرف على موقع قاعدة بيانات الأفلام على الإنترنت (بالإنجليزية)